# Gertie Millar
Gertrude Ward, condesa de Dudley (de soltera Millar; Manningham, 21 de febrero de 1879 – Chiddingfold, 25 de abril de 1952), conocida como Gertie Millar, fue una actriz y cantante inglesa de principios del siglo 20, conocida por sus actuaciones en comedias musicales eduardianas. 
Comenzando su carrera a los 13 años, Millar fue una estrella prominente de comedias musicales durante dos décadas. En 1902, se casó con el compositor Lionel Monckton, que escribió las partituras de muchos de sus espectáculos y canciones que hizo famosos. Fue una de las más prominentes artistas teatrales del West End a principios del siglo XX, protagonizando grandes éxitos como The Toreador (1901), The Orchid (1903) The Spring Chicken (1905), The New Aladdin (1906) The Girls of Gottenberg (1907), Our Miss Gibbs (1909), The Quaker Girl (1910), Gipsy Love (1912), The Dancing Mistress (1912), The Marriage Market (1913) y A Country Girl (1914).
Después de la muerte de Monckton en 1924, Millar se casó con el 2nd Earl of Dudley.

## Vida y carrera
Millar nació en Manningham, Bradford, donde su padre, John Millar, era un trabajador de molino, y su madre, Elizabeth (de soltera Miller), era obrera y costurera.

### Inicios actorales

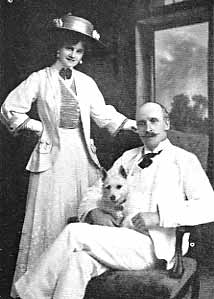
Millar y su esposo Lionel Monckton

Cuando era niña, Millar actuó en pantomimas de Londres, comenzando con Babes in the Wood en el St. James Theatre de Manchester, a la edad de 13 años. Comenzó como cantante y bailarina en music halls de Yorkshire. Más tarde, se mudó a Londres donde pronto estaba ganando buenas críticas y un mejor pago apareciendo en las facturas de los espectáculos de variedades. En 1897, interpretaba el papel de Phyllis Crosby en A Game of Cards en Shodfriars Hall, Boston, Lincolnshire. Luego hizo una gira en The New Barmaid como Dora; en The Silver Lining; y como Sadie Pinkhose, la "otra mujer", en The Lady Detective. En 1899, interpretó a Dandini en una versión de Cenicienta en el Grand Theatre de Fulham.
En el nuevo siglo, protagonizó una serie de comedias musicales producidas por George Edwardes. En 1900, interpretó a Isabel Blythe en la producción itinerante de The Messenger Boy. El siguiente espectáculo de Edwardes fue The Toreador en 1901 en el Gaiety Theatre de Londres. Lionel Monckton, uno de los compositores del espectáculo, había visto a Millar en The Messenger Boy y pidió que le dieran el papel de la dama de honor Cora en el nuevo musical, cantando "Keep Off the Grass". Ella hizo la canción popular y ganó una segunda canción, "Captivating Cora", y una tercera, "Yo no soy una niña simple". Estos golpes establecieron a Millar en Londres. El Gaiety Theatre cerró para renovaciones en 1902, y el último espectáculo en el antiguo teatro fue The Linkman; o, Gaiety Memories, con Millar como Morgiana. Se casó con Monckton el 25 de diciembre de 1902 en la St Mark's Church, Surbiton, Inglaterra. Monckton continuó escribiendo canciones de éxito para ella en espectáculos posteriores.

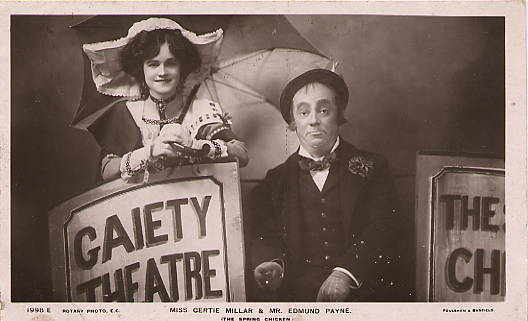
Millar y Edmund Payne en The Spring Chicken

Millar se convirtió en una de las mujeres más fotografiadas del período eduardiano. Ella tuvo la parte superior de la lista como el Hon. Violet Anstruther en The Orchid, el espectáculo que abrió la nueva Gaiety (1903; presentando las canciones "Little Mary", "Liza Ann" y "Come with me to the zoo"). Interpretó a Rosalie en The Spring Chicken (1905; cantando "Alice sit by the fire" y "The Delights of London") y a Lally en The New Aladdin (1906). Luego interpretó a Mitzi en The Girls of Gottenberg (1907; cantando el dúo "Two Little Sausages", con Edmund Payne, y la parodia wagneriana "Rhinegold"). Poco después, Edwardes la eligió como Franzi en el Teatro Hicks en la producción en inglés de Ein Walzertraum (A Waltz Dream, 1908) de Oscar Straus. Aunque Millar pudo vender las ligeras canciones de comedia musical compuestas para ella en el Gaiety, la música de Oscar Straus era demasiado exigente para su pequeña voz, y fue enviada a Nueva York para protagonizar la producción de Broadway de The Girls of Gottenberg.
La mañana del 30 de octubre de 1905 en la residencia de Millar y Monckton en Russell Square, Londres, el barón Gunther Rau von Holzhauzen, un joven admirador enamorado de Millar, se disparó con un revólver en el boudoir de Millar. Una sirvienta lo descubrió escondiéndose allí, y ella corrió arriba gritando para despertar a los Moncktons cuando el arma fue disparada. Von Holzhauzen murió horas más tarde en un hospital cercano. Visitó y almorzó con Millar de vez en cuando durante un período de muchos meses y había escrito cartas a ella profesando amarla y más tarde expresando desaliento por sus finanzas.

### Últimos años

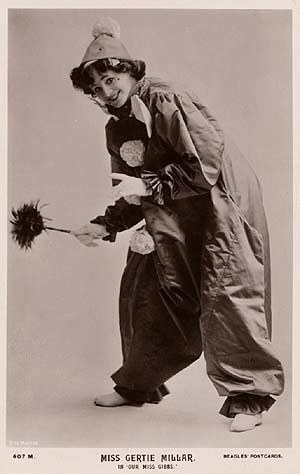
como Pierrot en Our Miss Gibbs

Después de regresar a Londres, desde Nueva York, algunos de los mayores éxitos de Millar aún estaban ante ella. Incluyen el papel principal del musical de éxito de Gaiety, Our Miss Gibbs (1909), con Millar presentando las canciones "Moonstruck", "Yorkshire" y "Our farm", todas escritas para ella por Monckton. Monckton y Millar luego se mudaron al teatro más nuevo de Edwardes, el Adelphi, donde interpretó el papel principal, Prudence Pym, en otro éxito internacional, The Quaker Girl (1910). En esto, popularizó las canciones "The Quaker Girl", "The Little Grey Bonnet" y "Tony from America". Después de esto, volvió a la opereta continental, interpretando a Lady Babby en la versión inglesa de Edwardes de Gipsy Love (1912) de Franz Lehár en el Daly’s Theatre. En este papel, las demandas musicales eran ligeras, y el espectáculo fue un éxito. Regresó al Adelphi para interpretar a Nancy Joyce en The Dancing Mistress (1912), y de vuelta en Daly’s interpretó a Kitty Kent en The Marriage Market (1913). Esto fue seguido por el papel de Nan en un importante renacimiento de A Country Girl (1914). También interpretó a Sallie Denbigh en The House of Bondage, una película de 1914.

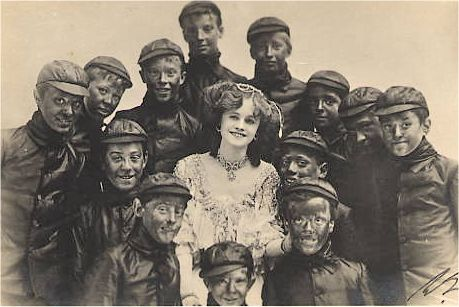
Millar y chicos en The Orchid

La Primera Guerra Mundial trajo un cambio en los gustos del público. Edwardes murió en 1915, y el esposo de Millar estaba en mala salud. Después de aparecer en dos revistas de Monckton (Bric a Brac (1915; cantó "Neville was a Devil") y Airs and Graces (1917)), dos comedias musicales sin éxito (Houp La! (1916) y Flora (1918)) y algunas producciones en las provincias, Millar dejó el escenario en 1918. Monckton murió el 15 de febrero de 1924. Dos meses después, el 30 de abril de 1924, Millar se casó con el 2nd Earl of Dudley. Antes de la guerra había sido Gobernador general de Australia. Lord Dudley murió en 1932.
Millar (ahora Lady Dudley), sobrevivió a su segundo marido durante dos décadas y murió en su casa de Chiddingfold en 1952, a los 73 años. Dejó un patrimonio valorado en 52.354 libras.

## Galería

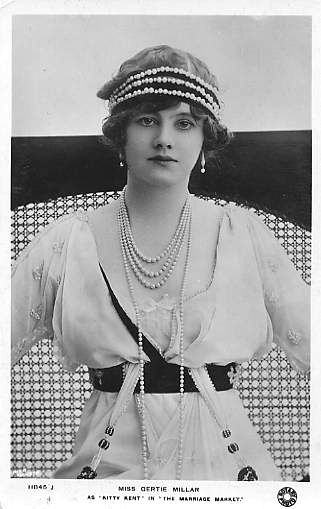
Millar en The Marriage Market
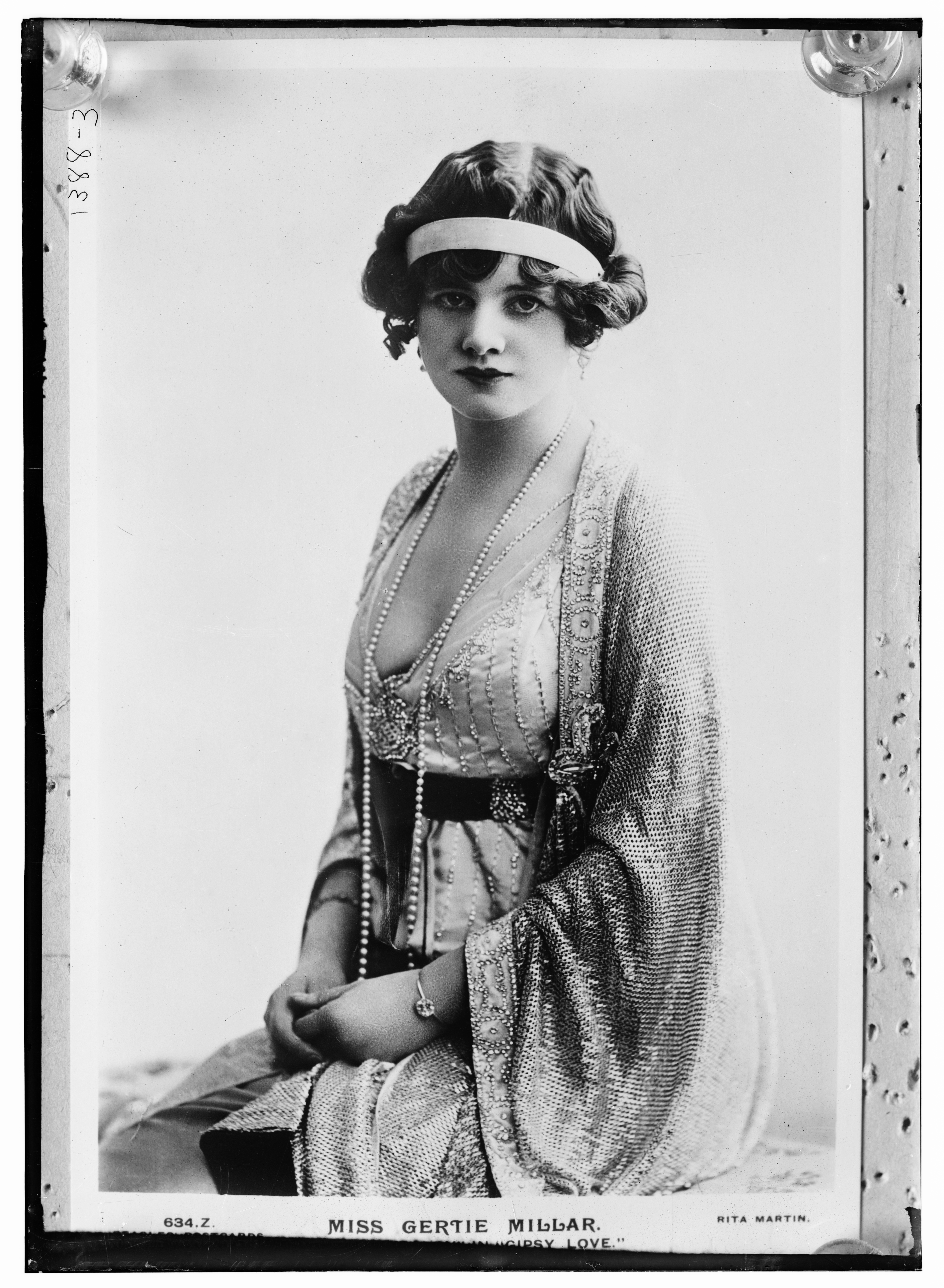
Millar en 1900
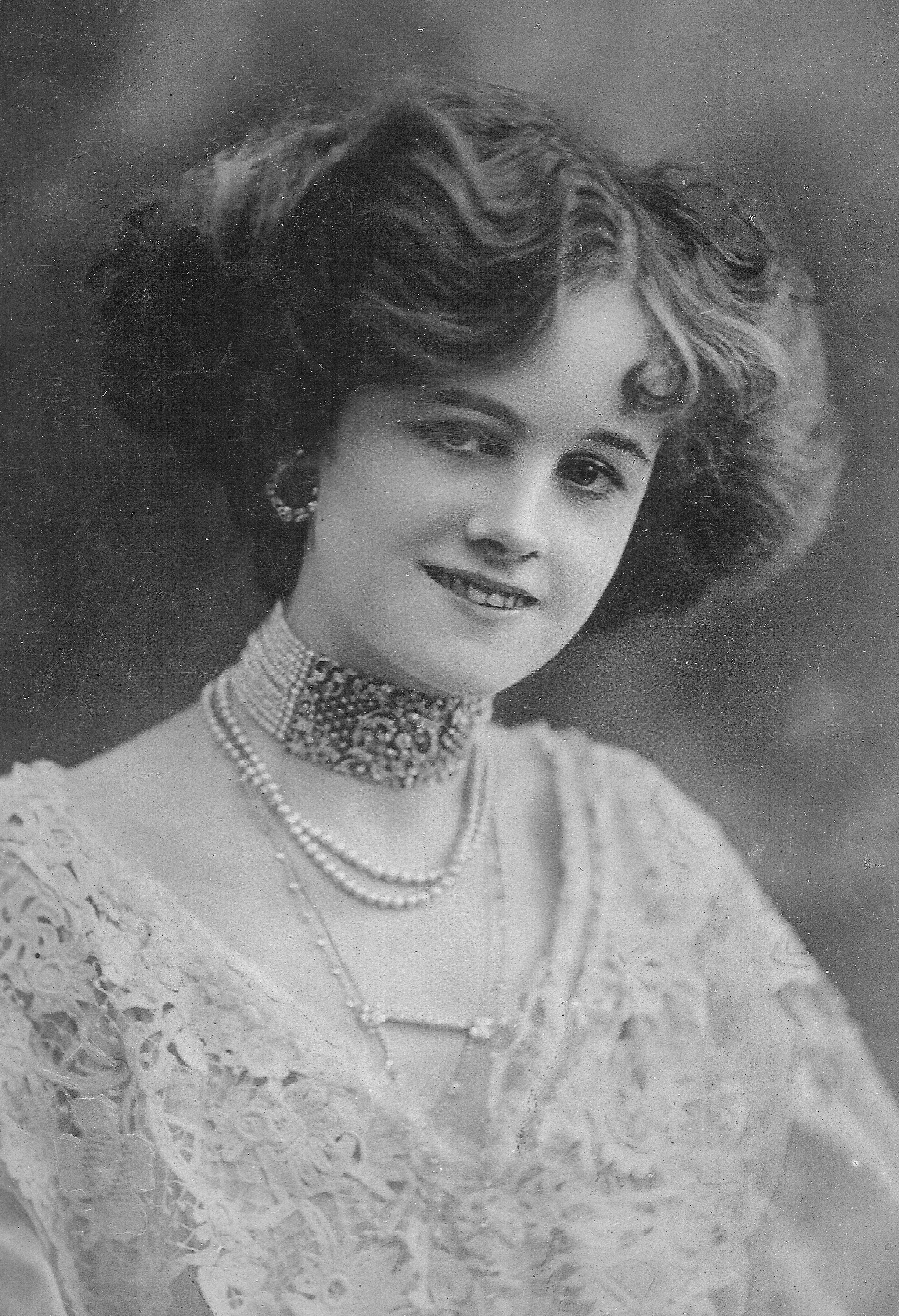
Gertie Millar
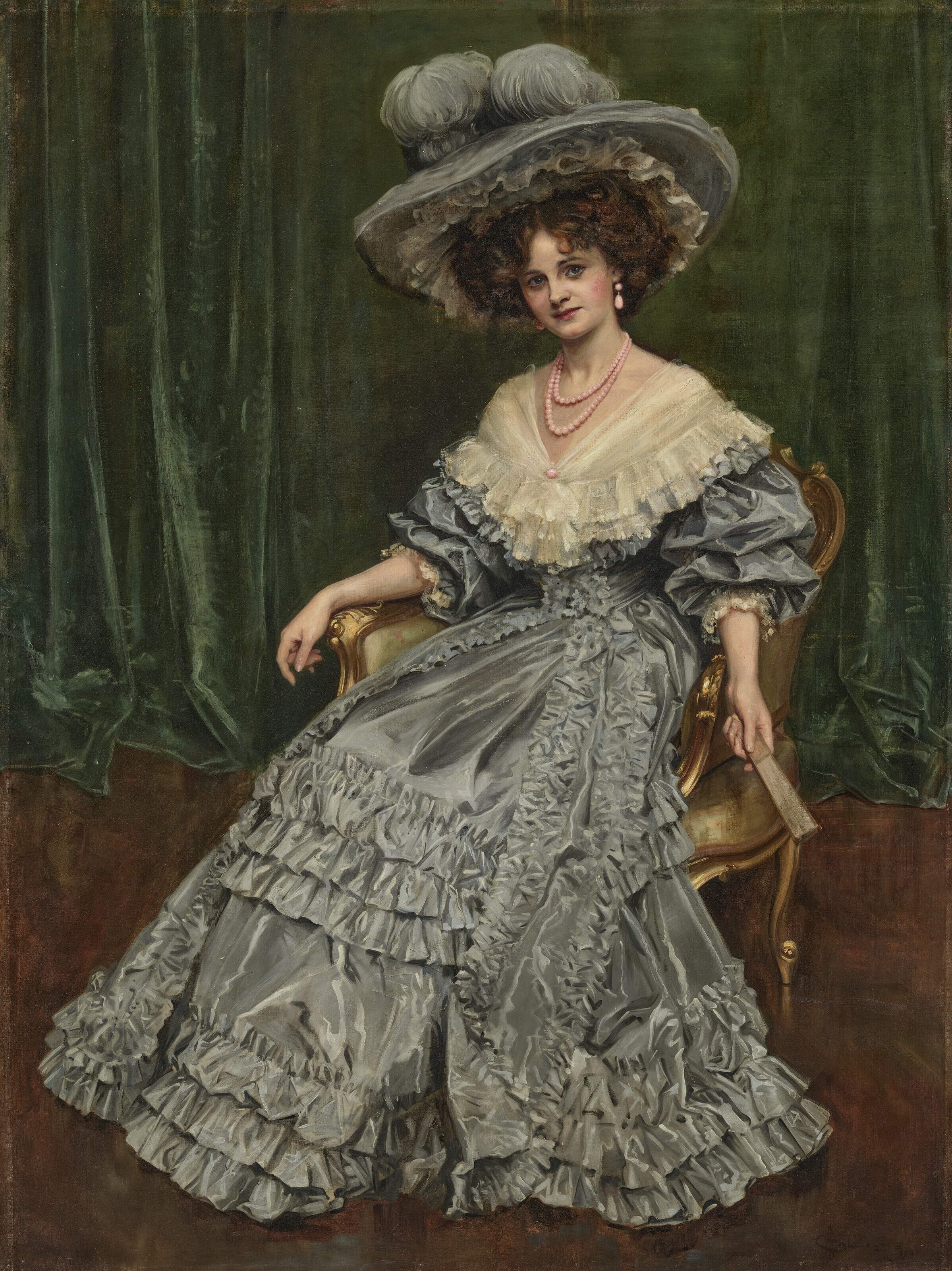
Portrait of Gertie Millar, 1905, por Albert Henry Collings